# 北日德兰大区
北日德蘭區域（丹麥語：Region Nordjylland）是丹麥五大區之一，2007年1月1日由原來的北日德蘭郡、維堡郡一部分和奧胡斯郡瑪麗艾厄市镇的西部合併而成。下分11个市镇。
面積8,020平方公里，2008年人口578,839人。行政中心为奧爾堡。